# Bumiayu (Kedungkandang)
Bumiayu is een bestuurslaag in het regentschap Malang van de provincie Oost-Java, Indonesië. Bumiayu telt 14.593 inwoners (volkstelling 2010).